# Ángela Tenorio
Ángela Gabriela Tenorio Micolta (Lago Agrio, 27 gennaio 1996) è una velocista ecuadoriana.

## Palmarès
| Anno | Manifestazione             | Sede           | Evento      | Risultato  | Prestazione | Note                                     |
| ---- | -------------------------- | -------------- | ----------- | ---------- | ----------- | ---------------------------------------- |
| 2012 | Campionati ibero-americani | Barquisimeto   | 400 m piani | Batteria   | 59"20       |                                          |
| 2012 | Campionati ibero-americani | Barquisimeto   | 4×100 m     | 6ª         | 46"58       |                                          |
| 2012 | Campionati ibero-americani | Barquisimeto   | 4×400 m     | 6ª         | 3'50"37     |                                          |
| 2013 | Mondiali U18               | Donec'k        | 100 m piani | Bronzo     | 11"41       |                                          |
| 2013 | Mondiali U18               | Donec'k        | 200 m piani | Argento    | 23"13       | Miglior prestazione personale            |
| 2013 | Mondiali                   | Mosca          | 100 m piani | Batteria   | 11"53       |                                          |
| 2014 | Giochi sudamericani        | Santiago       | 100 m piani | Argento    | 11"64       |                                          |
| 2014 | Giochi sudamericani        | Santiago       | 200 m piani | Argento    | 23"66       |                                          |
| 2014 | Giochi sudamericani        | Santiago       | 4×100 m     | 4ª         | 45"43       |                                          |
| 2014 | Mondiali U20               | Eugene         | 100 m piani | Argento    | 11"39       |                                          |
| 2014 | Mondiali U20               | Eugene         | 200 m piani | Bronzo     | 23"15       |                                          |
| 2015 | World Relays               | Nassau         | 4×100 m     | 9ª         | 44"14       |                                          |
| 2015 | Giochi panamericani        | Toronto        | 100 m piani | Argento    | 10"99       | Record sudamericano                      |
| 2015 | Giochi panamericani        | Toronto        | 200 m piani | 4ª         | 22"88       |                                          |
| 2016 | Mondiali indoor            | Portland       | 60 m piani  | Semifinale | 7"21        | Record nazionale                         |
| 2016 | Campionati ibero-americani | Rio de Janeiro | 100 m piani | Argento    | 11"29       |                                          |
| 2016 | Campionati ibero-americani | Rio de Janeiro | 200 m piani | Argento    | 23"13       |                                          |
| 2016 | Giochi olimpici            | Rio de Janeiro | 100 m piani | Semifinale | 11"14       |                                          |
| 2016 | Giochi olimpici            | Rio de Janeiro | 200 m piani | Semifinale | 22"99       |                                          |
| 2017 | World Relays               | Nassau         | 4×100 m     | 9ª         | 44"26       | Miglior prestazione personale stagionale |
| 2017 | Campionati sudamericani    | Asunción       | 100 m piani | Oro        | 11"02       |                                          |
| 2017 | Campionati sudamericani    | Asunción       | 200 m piani | Argento    | 22"90       |                                          |
| 2017 | Campionati sudamericani    | Asunción       | 4×100 m     | Bronzo     | 44"53       |                                          |
| 2017 | Mondiali                   | Londra         | 100 m piani | Batteria   | 11"33       |                                          |
| 2017 | Mondiali                   | Londra         | 4×100 m     | Batteria   | 43"94       | Miglior prestazione personale stagionale |
| 2018 | Giochi sudamericani        | Cochabamba     | 100 m piani | Argento    | 11"13       |                                          |
| 2018 | Giochi sudamericani        | Cochabamba     | 200 m piani | Argento    | 23"07       |                                          |
| 2019 | World Relays               | Yokohama       | 4×100 m     | Batteria   | 44"74       | Miglior prestazione personale stagionale |
| 2019 | World Relays               | Yokohama       | 4×200 m     | 6ª         | 1'35"91     | Record sudamericano                      |
| 2019 | Giochi panamericani        | Lima           | 100 m piani | 4ª         | 11"34       |                                          |
| 2019 | Giochi panamericani        | Lima           | 200 m piani | 6ª         | 23"08       | Miglior prestazione personale stagionale |
| 2019 | Giochi panamericani        | Lima           | 4×100 m     | Finale     | dq          |                                          |
| 2019 | Mondiali                   | Doha           | 100 m piani | Batteria   | 11"40       |                                          |
| 2021 | World Relays               | Chorzów        | 4×100 m     | 5ª         | 44"43       |                                          |
| 2021 | World Relays               | Chorzów        | 4×200 m     | Bronzo     | 1'36"86     | Miglior prestazione personale stagionale |
| 2021 | Giochi olimpici            | Tokyo          | 100 m piani | Batteria   | 11"59       |                                          |
| 2021 | Giochi olimpici            | Tokyo          | 4×100 m     | Batteria   | 43"69       | Record nazionale                         |
| 2022 | Giochi sudamericani        | Asunción       | 100 m piani | Bronzo     | 11"93       |                                          |
| 2022 | Giochi sudamericani        | Asunción       | 4×100 m     | dnf        |             |                                          |
| 2023 | Campionati sudamericani    | San Paolo      | 100 m piani | Argento    | 11"30       |                                          |
| 2023 | Mondiali                   | Budapest       | 100 m piani | Batteria   | 11"52       |                                          |
| 2024 | Mondiali indoor            | Glasgow        | 60 m piani  | Batteria   | 7"33        |                                          |
| 2024 | World Relays               | Nassau         | 4×100 m     | Batteria   | 43"67       |                                          |
| 2024 | Giochi olimpici            | Parigi         | 100 m piani | Batteria   | 11"35       |                                          |

## Altre competizioni internazionali
2018
- Oro in Coppa continentale ( Ostrava), 4×100 m - 42"11